# Harry Melling
Pour les articles homonymes, voir Melling.
Harry Melling, né le 13 mars 1989 à Londres, est un acteur britannique.
Il est surtout connu pour son rôle de Dudley Dursley dans la saga Harry Potter.

## Biographie
Harry Edward Melling naît à Londres au Royaume-Uni, le 13 mars 1989, de parents artistes. Sa mère est l'écrivaine et illustratrice Joanne Throughton (également la fille de Patrick Throughton). Il a un frère, qui se prénomme Jack. Harry est le neveu des acteurs David Troughton (en) et Michael Troughton (en) et aussi le cousin de Sam Troughton.
Dès son plus jeune âge, il se découvre une passion pour la scène et joue devant sa famille de petits spectacles. Plus tard, il suit des cours à la « Sue Nieto Theatre Shool » et devient membre de la Millfield Theatre Youth Drama Group à 9 ans. À l'âge de dix-huit ans, il s'inscrit à la London Academy of Music and Dramatic Art et sort diplômé plus tard.

## Carrière

### Révélation internationale: Harry Potter (1999-2011)
En 1999, démarre le casting pour le film Harry Potter à l'école des sorciers. Sa mère envoie des photos de lui à la directrice de casting. Il a ensuite rencontré le producteur, David Heyman, et le réalisateur, Chris Columbus. Par la suite, il a fait des essais avec Daniel Radcliffe. Harry est choisi pour jouer Dudley Dursley, le cousin de Harry Potter à l'âge de dix ans, dans le film Harry Potter à l'école des sorciers.
Un an plus tard, Harry Melling joue une nouvelle fois le rôle de Dudley dans Harry Potter et la Chambre des secrets (2002), le deuxième opus de la série.
En 2004, Harry Potter et le Prisonnier d'Azkaban, le troisième volet de la série Harry Potter sort.
Absent durant le quatrième opus, il réapparaît dans le cinquième film de la franchise Harry Potter et l'Ordre du phénix, sorti en 2007. C'est un énorme succès commercial. Le film établit un record avec une somme, au niveau mondial, de 33 270 000 $ de recette pour son week-end d'ouverture.
En octobre 2009, il avait été annoncé que Melling avait tellement perdu de poids depuis sa dernière apparition dans Harry Potter, qu'il était désormais « méconnaissable ». Son rôle en tant que Dudley Dursley a été incertain pour Harry Potter et les Reliques de la Mort, 1re partie. Les producteurs ont opté par la suite pour un costume grossissant. Il déclare par la suite lors d'une interview son point de vue : « Je peux maintenant me débarrasser de l'acteur enfantin, comme le gros, et commencer une nouvelle carrière, car personne ne me voit comme Dudley. »

### L'après Harry Potter et concentration au théâtre (2011-2017)
Après la sortie du dernier volet de la saga Harry Potter, Harry Melling déclare vouloir s'impliquer davantage dans le théâtre.

« Je viens d'une famille d'acteurs, donc j'ai vraiment grandi en regardant le théâtre dès mon plus jeune âge et j'ai toujours su qu'il y avait quelque chose de magique à ce sujet. Et j'ai toujours su que je voulais être impliqué dans ça. »

En 2011, il débute sur les pas de la scène dans la fameuse pièce L'École de la médisance. Melling interprète le rôle de Sir Benjamin Backbite. La pièce va être jouée au Barbican Centre, situé au nord de la Cité de Londres. Quelques mois après, il interprète le personnage de Ian dans la pièce When Did You Last See My Mother?.
L'année suivante, il intègre la pièce I Am a Camera, où il jouera le rôle de Christopher Isherwood, un écrivain britannique. Celle-ci, se déroulera au Southwark Playhouse à Londres.
En 2013, il sera présent dans trois pièces différentes tout au long de cette année. En mars, il joue le personnage de Sean Robinson dans Smack Family Robinson au Rose Theatre de Kingston à Kingston upon Thames. En mai, il est dans la pièce Hot House, qui est jouée au Trafalgar Studios pendant trois mois.
Quelque temps après la fin de sa pièce, il intègre le casting de la célèbre pièce de théâtre King Lear. Il interprètera le personnage de Fool, durant deux périodes. Tout d'abord, au Minerva Theatre, situé à Chichester, puis en 2014, à la Brooklyn Academy of Music à New York.
En 2014, il joue de nombreux personnages dans la pièce The Angry Brigade dans divers théatre au Royaume-Uni, notamment au Watford Palace Theatre ou au Oxford Playhouse.
En 2016 il joue dans deux pièces. Il va tout d'abord réintégrer le casting King Lear, mais cette fois-ci sous les traits d'Edgar. La pièce se déroule au The Old Vic à Londres. Par la suite, il jouera dans Hand to God (en) au Vaudeville Theatre, situé à Londres.
En 2017, il joue le rôle de Kane dans la pièce de théâtre Jam au Finborough Theatre à Londres.

### Consécration cinématographique (depuis 2018)
Après une apparition dans le film d'aventure historique The Lost City of Z aux côtés de Charlie Hunnam, Robert Pattinson et Tom Holland, Harry Melling va apparaître dans de nombreux films à succès.
En 2018, il intègre le film La Ballade de Buster Scruggs auprès de Liam Neeson. Il joue le rôle de Harrison, l'artiste en tête d'affiche. La performance de Harry Melling sera approuvée par les critiques. The New Yorker déclarera : « [Je] suis reparti hanté par une dispersion d'images et de sons - surtout par les récitations de l'homme sans membres, qui vibrent d'un désir sincère. Il est magnifiquement joué, avec un peu d'aide de CGI, par Harry Melling, qui était autrefois l'odieux Dudley Dursley dans les films de Harry Potter. C'est drôle comme les gens grandissent ».
L'année suivante, on le voit apparaître dans deux épisodes de la série télévisée La Guerre des Mondes, où il y interprète le rôle de Artilleryman, puis dans un épisode de la série fantasy His Dark Materials : À la croisée des mondes.
En 2020, il apparaît dans le film Le Diable, tout le temps, diffusée sur Netflix. Il sera approuvé par les critiques avec notamment le journal Chicago Tribune qui déclarera : « Il vaut le détour pour un ensemble avec une authenticité intrigante. ». La performance de Harry Melling est également fortement saluée. La même année, il interprète Steven Merrick dans le film The Old Guard, réalisé par Gina Prince-Bythewood et Harry Beltik dans la série Le Jeu de la Dame, tous deux également diffusés sur Netflix.

## Théâtre
- 2009 : Mother Courage and Her Children, mise en scène de Deborah Warner, Royal National Theatre, Londres : Swiss Cheese
- 2010 : Bedroom, Dens and Other Forms of Magic, Theatre 503
- 2010 : Women Beware Women, Royal National Theatre, Londres : Ward jeune
- 2011 : L'École de la médisance (The School for Scandal), Barbican Centre, Londres : Sir Benjamin Backbite
- 2011 : When Did You Last See My Mother?, Trafalgar Studios, Londres : Ian
- 2012 : I Am a Camera, Southwark Playhouse, Londres : Christopher Isherwood
- 2013 : Smack Family Robinson, Rose Theatre,Kingston, Londres : Sean Robinson
- 2013 : Hot House, mise en scène de Jamie Lloyd, Trafalgar Studios, Londres : Lamb
- 2013-2014 : King Lear, Minerva Theatre, Chichester et Brooklyn Academy of Music : Fool
- 2014 : Peddling, HighTide Festival : un garçon
- 2014 : The Angry Brigade, Theatre Royal, Plymouth, Oxford Playhouse, Warwick Arts Centre, Watford Palace Theatre : Morris / Prophet / Commander / Snitch / Manager / Jim
- 2016 : Hand to God (play) (en), Vaudeville Theatre, Londres : Jason / Tyrone
- 2016 : King Lear, The Old Vic, Londres : Edgar

## Filmographie

### Cinéma

#### Longs métrages
- 2001 : Harry Potter à l'école des sorciers (Harry Potter and the Philosopher's Stone) de Chris Columbus : Dudley Dursley
- 2002 : Harry Potter et la Chambre des secrets (Harry Potter and the Chamber of Secrets) de Chris Columbus : Dudley Dursley
- 2004 : Harry Potter et le Prisonnier d'Azkaban (Harry Potter and the Prisoner of Azkaban) d'Alfonso Cuarón : Dudley Dursley
- 2007 : Harry Potter et l'Ordre du phénix (Harry Potter and the Order of the Phoenix) de David Yates : Dudley Dursley
- 2010 : Harry Potter et les Reliques de la Mort, 1re partie (Harry Potter and the Deathly Hallows) de David Yates : Dudley Dursley
- 2017 : The Lost City of Z de James Gray : William Barclay
- 2018 : Trautmann de Marcus H. Rosenmüller : Sergent Smythe
- 2018 : La Ballade de Buster Scruggs (The Ballad of Buster Scruggs) de Joel et Ethan Coen : Harrison, l'artiste
- 2019 : Waiting for the Barbarians de Ciro Guerra : Garrison, un soldat
- 2020 : The Old Guard de Gina Prince-Bythewood : Steven Merrick
- 2020 : Le Diable, tout le temps (The Devil All The Time) d'Antonio Campos : Roy Laferty
- 2020 : Say Your Prayers de Harry Michell : Tim
- 2021 : Macbeth (The Tragedy of Macbeth) de Joel Coen : Malcolm
- 2022 : The Pale Blue Eye de Scott Cooper : Edgar Allan Poe[18]
- 2022 : Please Baby Please d’Amanda Kramer : Arthur / Guichetier
- 2023 : Shoshana de Michael Winterbottom : Geoffrey Morton
- 2024 : Harvest d'Athina-Rachel Tsangari : Kent
- 2025 : Pillion de Harry Lighton : Colin

#### Courts métrages
- 2011 : Felicity de Jack Conan Burke : Sam
- 2012 : I Think, Therefore de Georgia King : George
- 2014 : Winds of Change de Ben Ockrent et Jake Russell : Gus

### Télévision

#### Séries télévisées
- 2010 : Merlin : Gilli
- 2010 : Just William : Robert Brown
- 2011 : Garrow's Law (en) : George Pinnock
- 2016 : The Musketeers : Bastien
- 2019 : His Dark Materials : À la croisée des mondes (His Dark Materials) : Sysselman
- 2019 : La Guerre des Mondes  (The War of the Worlds) : un artilleur
- 2020 : Le Jeu de la Dame (The Queen's Gambit) (mini-série) : Harry Beltik
- 2024 : Wolf Hall (mini-série) : Thomas Wriothesley

#### Téléfilms
- 2005 : Friends and Crocodiles (en) de Stephen Poliakoff : Oliver jeune
- 2013 : Joe Mistry de Matt Lipsey : Joe

### Jeux vidéo
- 2007 : Harry Potter et l'Ordre du phénix (Harry Potter and the Order of the Phoenix) : Dudley Dursley (voix)

## Distinctions

### Nominations
- 2018 : San Diego Film Critics Society Awards de la meilleure distribution dans une comédie dramatique pour La Ballade de Buster Scruggs (The Ballad of Buster Scruggs) (2018) partagé avec Zoe Kazan, Liam Neeson, James Franco, David Krumholtz, Tom Waits, Clancy Brown, Tim Blake Nelson, Brendan Gleeson et Bill Heck.
- Chlotrudis Awards 2019 : Meilleure distribution dans une comédie dramatique pour La Ballade de Buster Scruggs (The Ballad of Buster Scruggs) (2018) partagé avec Zoe Kazan, Liam Neeson, James Franco, David Krumholtz, Tom Waits, Clancy Brown, Tim Blake Nelson, Brendan Gleeson et Bill Heck.
- 2019 : International Cinephile Society Awards de la meilleure distribution dans une comédie dramatique pour La Ballade de Buster Scruggs (The Ballad of Buster Scruggs) (2018) partagé avec Zoe Kazan, Liam Neeson, James Franco, David Krumholtz, Tom Waits, Clancy Brown, Tim Blake Nelson, Brendan Gleeson et Bill Heck.
- 2019 : International Online Cinema Awards de la meilleure distribution dans une comédie dramatique pour La Ballade de Buster Scruggs (The Ballad of Buster Scruggs) (2018) partagé avec Zoe Kazan, Liam Neeson, James Franco, David Krumholtz, Tom Waits, Clancy Brown, Tim Blake Nelson, Brendan Gleeson et Bill Heck.

### Récompenses
- 2019 : Indiana Film Journalists Association Awards de la meilleure distribution dans une comédie dramatique pour La Ballade de Buster Scruggs (The Ballad of Buster Scruggs) (2018) partagé avec Zoe Kazan, Liam Neeson, David Krumholtz, Tom Waits, Clancy Brown, Tim Blake Nelson, Brendan Gleeson et Bill Heck.

## Voix francophones
En version française, Julien Bouanich et Nathanel Alimi sont les voix régulières de Harry Melling, le premier l'ayant doublé dans la saga Harry Potter de 2001 à 2007,, avant de le retrouver en 2022 dans The Pale Blue Eye. Plus récemment, c'est Nathanel Alimi qui le double régulièrement (dans The Musketeers, La Ballade de Buster Scruggs et His Dark Materials : À la croisée des mondes). À titre exceptionnel, Donald Reignoux lui prête sa voix dans la série Merlin,, Christophe Alunno dans Waiting for the Barbarians, Vincent Ropion est sa voix dans The Old Guard, François Raison dans Le Diable, tout le temps et Tony Marot dans la série Le Jeu de la dame.
En version québécoise, Hugolin Chevrette-Landesque est la voix de Harry Melling dans la saga Harry Potter.
Version française
- Julien Bouanich : saga Harry Potter[19].
- Nathanel Alimi : His Dark Materials : À la croisée des mondes[21], séries télévisées The Musketeers[21] et La Ballade de Buster Scruggs[21].

Version québécoise
- Hugolin Chevrette-Landesque : saga Harry Potter[22].